# SDガンダム列伝 ガンダム騎士団
『SDガンダム列伝ガンダム騎士団』（エスディーガンダムれつでんガンダムぱわーず）は、「コミックボンボン」（講談社）で、1998年2月から7月号まで連載された漫画作品。「コミックボンボン・ガンダム誕生20周年記念特別作品」であり、騎士ガンダムシリーズの第九弾である。

## 概要
騎士ガンダムシリーズの第九弾にして、第一弾から長らく続いたほしの竜一による漫画版『騎士ガンダム』シリーズの最終作である。これまでの各作品群に登場してきたキャラクター達が主人公らの手によって「召喚」される形で次々と登場し戦いを繰り広げるという、シリーズの総決算の様相を呈している内容が特徴である。懐かしい歴代のキャラクター達の登場とその共演というファンサービスは読者を沸かせたが、同時に歴代のキャラクター達が次々と戦いの中で落命していく（しかも、登場した作品での活躍が嘘のようにあっけなく雑魚敵に殺害される例もあり）という、有る意味で漫画版『騎士ガンダム』らしいハードなストーリーを展開した。半年にわたり連載され一応完結しているが、打ち切りに近い結末となっている。
因みにシリーズで唯一カードダス化されておらず、また、2011年3月に出版された『SDガンダム大全集』では全く触れられていない。当時単行本化もされていなかったが、2017年12月22日に復刻ボンボンシリーズで初の単行本化が成された。

## あらすじ
聖なる郷、エレナ･ルウムは闇の盟主シャアとその下僕、メビィースト（半機獣）の襲撃により闇の支配地と変わり果てた。最後の抵抗を続ける戦士達がメビィーストに追い詰められたまさにその時、一人の召喚士がスダ・ドア･カワールドから仲間となる騎士ガンダム達を召喚する。そして呼び出された見習い騎士の少年、アルフガンダムの未知なる力によってガンダム騎士とメビュースト双方の戦いは大きく動き出すのだった。

## 登場人物
（）内はモデルとなったキャラクター。ただし、モチーフについて公式には発表されていないので諸説ある。
なお、特に記述の無いガンダムの職業は皆『騎士』である。

### スダ・ドアカワールドより召喚された騎士達

#### 最初の召喚
アルフガンダム
ノーベルによって呼び出された見習い騎士。
最初の戦闘で地面に突き刺さった愛剣を無理に引き抜いたせいで刃先が折れながらもメビィーストを一閃する。以降の戦闘では、戦死した仲間たちの装備を用いることで、闘士や法術師としての能力も発揮。レッドウォーリアが所持するヴァトラスの剣も使用。
ノーベルの召喚魔法を使い、光の騎士たちを召喚していき、自身は、スペリオルドラゴンに酷似した姿になった。その正体については、2015年のレジェンドバトルでスペリオルドラゴンの元操手の勇者ガンダム(エクシア)の転生体という設定ラフが掲載されていたが、勇者ガンダムの転生体は2019年の新約SDガンダム外伝 創世超竜譚でアルフガンダムとは異なる形で登場した。
戦い終えた後、エレナ・ルウムに明るい未来を予感させる新しい名前を付けることになり、「騎士ガンダムが守り続ける光りある世界」として、「スダドア・カ」ワールドと命名した。
剣士ゼータガンダム（Ζガンダム）
メビィーストザクトパスによって、泥に埋まり絶命。彼の鎧はアルフに受け継がれた。
法術士ニューガンダム（νガンダム）
メビィーストザクトパスによって、泥に埋まり絶命。彼の杖はアルフに受け継がれた。
闘士ダブルゼータガンダム（ΖΖガンダム）
メビィーストザクトパスによって、泥に埋まり絶命。
インディガンダムジム （ジム）
モンスターを手なずけたり、インディムチの結界を使ったりと、活躍するが、闇のナイトガンダムの闇の結界の中で絶命（直接的な描写は描かれず）。
法術士メテオガンダム（Hi-νガンダム）
メビィーストザクトパスによって、泥に埋まり絶命。

#### 円卓の騎士の召喚
麗騎士レッドウォーリア（レッドウォーリア）
騎士ガンダム達の中でもリーダー格であり、アルフ、ノーベル、光の騎士以外の騎士では唯一最後まで生き残る。流星の騎士団を名乗っており、ヴァトラスの剣を所持。
白金卿(プラチナロード)（百式改）
闇の結界から抜けるため、レッドウォーリアに己を切らせ、プラチナ煌光を発動させることでレッドウォーリアに勝機を作った後、最後の力を振り絞って、死神デスサイズと相打ちになった。
風騎士ガンダムマークII（ガンダムMk-II）
闇の結界内で、マーメイドガンダムの槍に刺されて絶命。
重戦士ヘビィガンダム（ヘビーガンダム）
闇の結界内で、闇の騎士の剣に刺されて絶命。
鎧騎士ガンダムF90（ガンダムF90）
沼地に足を取られたところにメビィーストの攻撃を受けて絶命。
僧侶ガンタンクR（ガンタンクR-44）
沼地から出てきたメビィーストに剣で刺されて絶命。

#### 闇のガンダムの召喚
シャアにより操られたノーベルが召喚した闇のガンダムたち。闇の結界を作るが、レッドウォーリアたちの手でアルフだけは逃がされてしまう。それでも騎士ガンダムたちを1人1人倒していくがプラチナロードの捨て身の行動で敗れる。
ガンダムデスサイズ（ガンダムデスサイズ）
鎧闘神戦記に登場したデスサイズとは姿は同じだが別人。最後の力を振り絞って攻撃するも同様に最後の力を振り絞ったプラチナロードの攻撃のほうが早かったために自身のほうが先に戦死。
ランバーガンダム（ランバーガンダム）
ジョンブルガンダム（ジョンブルガンダム）
マーメイドガンダム（マーメイドガンダム）
マスターガンダム（マスターガンダム）

#### 光の騎士の召喚
アルフが自身の身体にノーベルの召喚魔法を入れることで召喚した、伝説を超えた未来の進化系の光の騎士ガンダムたち。今まで召喚された騎士ガンダムたちとは別格な存在となっており、誰一人戦死しないどころか、苦戦描写すらなかった。
騎士ウィングガンダム（ウィングガンダム）
厳密には騎士ガンダムではなく、天使ヒイロの変身した姿だが、その辺りには触れられていない。
騎士ローズガンダム（ガンダムローズ）
武闘家ドラゴンガンダム（ドラゴンガンダム）
闘士ガンダムマックスター（ガンダムマックスター）
騎士ガンダムサンドロック（ガンダムサンドロック）
重戦士ボルトガンダム（ボルトガンダム）
騎士シャインガンダム（シャイニングガンダム）
原典では何度か姿が変わっているが、本作では最後の姿で召喚されている。最後のページでは最初の姿のイメージも登場。
聖竜騎士ゼロガンダム（リグ・シャッコー）
原典における最強の姿である聖竜騎士の姿での登場。

### エレナ・ルウム
召喚士ノーベルガンダム（ノーベルガンダム）
エレナ･ルウムの精霊と光の竜（スペリオルドラゴン）の御名において、騎士ガンダムを召喚できる唯一の存在。一度召喚術を使うと、2日間力を蓄積するまで召喚できなくなる。
スカルガンダム（スカルガンダム）
メビィーストザクトパスによって、泥に埋まり絶命。
テムジンガンダム（テムジンガンダム）
メビィーストザクトパスによって、泥に埋まり絶命。
フェイロンガンダム（フェイロンガンダム）
メビューストの谷（バレイ）部族と交戦し、伏兵のサテライトギャザーに動きを封じられた所をミノタウロデナンに惨殺される。ガンダム側最初の犠牲者。
ピクシーガンダム（ピクシー）
メビューストの谷（バレイ）部族と交戦し、族長ジオングの魔法に胸を撃ち抜かれて戦死した。

### メビィースト
闇の盟主シャア（シャア・アズナブル）
メビィーストの統領。エレナ･ルウムの支配を目論む。第一弾のシャアの恰好はしているが、騎士シャア(軍師クワトロ)と同一人物ではない。一見、人間と変わらない姿だが手袋を取ると触手の様な物が蠢いているなど、服の下に異形の体が隠れている。
その正体は暗黒神デビルガンダム。洗脳したノーベルの召喚魔法で闇のガンダムたちを呼び出すと同時に自身の本体も召喚。最終決戦では、光の竜と化した光の騎士たちに敗れる。
ジオング
メビュースト谷（バレイ）部族の族長。
エレナ・ルウムの騎士達を襲撃し、フェイロンとピクシーを殺害する。しかしノーベルの召喚術で呼び出され、新たなガンダム騎士に配下を掃討され戦況は逆転。撤退しようとした自身はアルフに両断された。
キラーズゴック
巨大メビューストザクトパスの操者。底なし沼のテリトリーを作り出し、そこに獲物を引きずり出す。
ゼータ、ダブルゼータ、ニュー、メテオの4人を泥に閉じ込めて葬り去る。アルフとノーベルも沼に沈めようとするが、ゼータの鎧の力を引き出したアルフに圧倒され、ザクトパス共々粉砕された。